# Park Krajobrazowy Dolina Bystrzycy

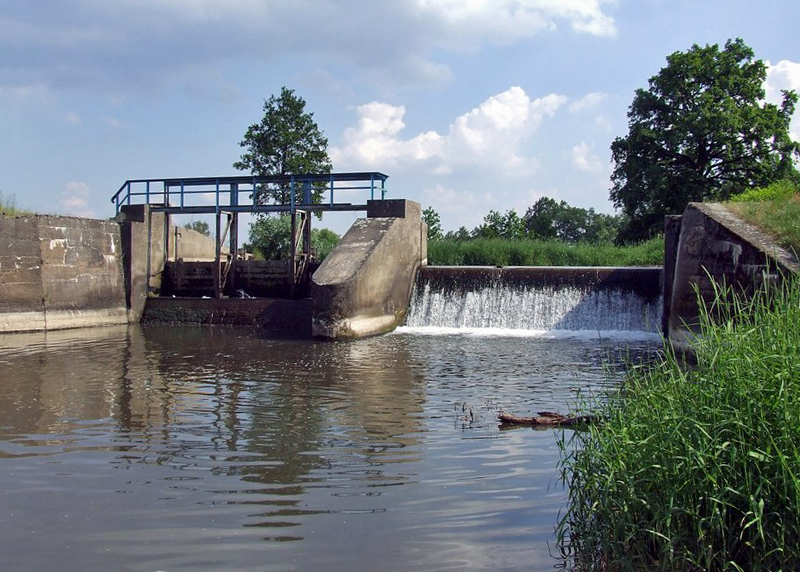
Dolina Bystrzycy (rzeka Bystrzyca w miejscowości Skałka

Park Krajobrazowy Dolina Bystrzycy położony jest na Dolnym Śląsku i obejmuje dolinę rzeki Bystrzycy. Utworzony 27 października 1998 roku. Powierzchnia wynosi 8570 ha. Nie posiada otuliny. Położony jest na terenie gmin: Wrocław, Kąty Wrocławskie, Mietków, Sobótka i Miękinia. Utworzony został w celu ochrony walorów przyrodniczych, historycznych i krajobrazowych doliny Bystrzycy. Przez centralną część parku przepływa rzeka Bystrzyca. Na terenie parku znajduje się sztuczny zbiornik retencyjny Jezioro Mietkowskie.

## Fauna
Faunę parku najliczniej reprezentują ptaki. W trakcie dotychczasowych badań stwierdzono tylko w okresie lęgowym występowanie w "Dolinie Bystrzycy" 118 gatunków ptaków. Inne przykładowe gatunki

Ssaki
- Dzik (Sus scrofa)
- Bóbr europejski
- Wydra europejska (Lutra lutra)
- Jeż zachodni (Erinaceus europaeus)
- Kret europejski (Talpa europaea)
- Lis pospolity (Vulpes vulpes)
- Sarna (Capreolus capreolus)
- Wiewiórka pospolita (Sciurus vulgaris)
- kilka gatunków nietoperzy

Ptaki
- Sikora modra
- Sikora bogatka
- Zięba
- Świstunka
- Kowalik zwyczajny
- Mazurek

Ptaki cd.
- Rudzik zwyczajny
- Szpak zwyczajny
- Kapturka
- Pierwiosnek zwyczajny
- Bocian biały (Ciconia ciconia)
- Czapla siwa (Ardea cinerea)
- Łabędź niemy (Cygnus olor)
- Myszołów zwyczajny (Buteo buteo)

Gady
- Jaszczurka zwinka (Lacerta agilis)
- Zaskroniec zwyczajny (Natrix natrix)

Płazy
- Ropucha szara (Bufo bufo)
- Kumak nizinny
- Żaba trawna (Rana temporaria)
- Żaba wodna
- Traszka zwyczajna

Ryby
- okoń
- Płoć
- kiełb
- Karp
- Ciernik
- szczupak
- Śliz pospolity
- sandacz
- Leszcz
- sum europejski (Silurus glanis)

Pajęczaki
- Tygrzyk paskowany (Argiope bruennichi)

Owady
- Kozioróg dębosz (Cerambyx cerdo)
- Pachnica dębowa (Osmoderma eremita)
- Paź królowej
- Mieniak strużnik

## Linki zewnętrzne

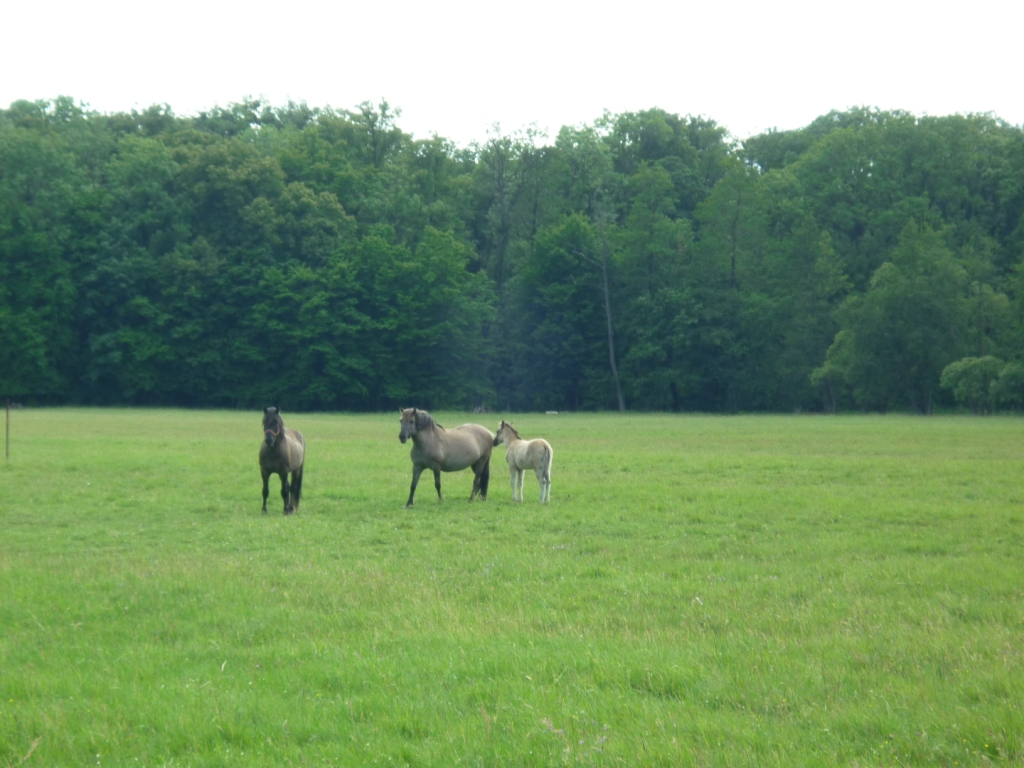
Okolice Jarnołtowa